# Indian Appropriations Act (1896)
Der Indian Appropriations Act bezeichnet ein US-amerikanisches Gesetz, welches am 10. Juni 1896 vom US-Kongress beschlossen wurde. Mit diesem Gesetz wurde die finanzielle Unterstützung von christlichen Indianerschulen durch die Bundesregierung stufenweise abgeschafft. Die finanzielle Unterstützung der Indianerschulen durch das Innenministerium verstieß nach Ansicht vieler Abgeordneter gegen den 1. Zusatzartikel der Verfassung der Vereinigten Staaten.

## Geschichte
Nach der Gründung der Vereinigten Staaten schloss das Verteidigungsministerium und später das Innenministerium eine Vielzahl von Verträgen mit den Indianerstämmen ab. Meist traten die Stämme beträchtliche Gebiete ihres Territoriums an die Vereinigten Staaten ab. Diese Verträge wurden von Indianeragenten des Bureau of Indian Affairs (BIA) ausgehandelt und vom Kongress ratifiziert. Meistens reservierten sich die Indianerstämme einen eigenen Bereich für ihre Nutzung. So entstanden die sogenannten Indianerreservate. Neben Zahlungen wurden in den Verträgen oftmals freie Gesundheitsfürsorge, Hausprogramme, Lebensmittellieferungen und andere Dienstleistungen vereinbart, welche die Vereinigten Staaten den Stämmen oftmals für alle Zeiten zu liefern hatten. Noch heute gelten diese Vereinbarungen. So betreibt die Bundesregierung zum Beispiel bis heute den Indian Health Service für die Stämme.
Oftmals wurden in diesen Verträgen auch ein freies Unterrichts- und Ausbildungswesen vereinbart. Den Indianeragenten wurde vom Kongress ein Budget für Schuleinrichtungen und Schulen zur Verfügung gestellt. 1819 wurden dem damals noch zum US-Verteidigungsministerium gehörenden BIA 10.000 Dollar dafür zur Verfügung gestellt. Das BIA wechselte später zum Innenministerium, welches weiterhin Mittel für die Indianeragenturen zur Verfügung stellte. Diese verteilten das Geld an bestehende christliche Einrichtungen, welche Missionsstationen in den Indianerterritorien betrieben oder Internate für Indianer besaßen. Oftmals handelte es sich um Einrichtungen der katholischen Kirche. Aber auch reformierte Kirchen betrieben solche Einrichtungen oder planten, solche mit Hilfe von Bundesmitteln zu errichten. Dies führte zum Streit zwischen den reformierten und den katholischen Anbietern. Die katholische Kirche wurde als vom Ausland gesteuert angesehen. Sie unterstand dem Papst und verfolgte deshalb keine nationalistischen Ziele. Andere reformierte Glaubensgemeinschaften forderten die komplette Abschaffung von katholischen Schulen in den Reservaten. Die katholischen Schulen würden die Indianerkinder nicht im Sinne der amerikanischen Gesellschaft erziehen. So wurde oft in der Stammessprache unterrichtet. Die Kritiker lehnten dies ab, die Schulen würden eine Integration der Indianer in die amerikanische Gesellschaft verhindern. Ab 1869 wurden Verträge zwischen der Bundesregierung und Missionsgesellschaften unterzeichnet, welche im Auftrag der Bundesregierung Indianerschulen betrieben. Das BIA übernahm die Kosten. 1889 wurde Thomas Jefferson Morgan Präsident des BIA. Dieser ernannte Daniel Dorchester, einen Methodistenpfarrer, zum Supervisor über die Schulförderung des BIA. 1892 wurden die Verhandlungen zwischen Dorchester und der Vereinigung der katholischen Missionsstationen erfolglos abgebrochen. Anstelle eines Vertrages mit der Vereinigung musste nun jede einzelne Schule ihr eigenes Budget beantragen. Um Druck auf die katholischen Schulen auszuüben, verzichteten die wenigen reformierten Schulträger auf die Abrufung von Fördermitteln. Die katholische Dominanz im Erziehungssystem in den Reservaten sollte gebrochen werden.
Mit dem Indian Appropriations Act schaffte der Kongress die Unterstützung von konfessionellen Trägern von Indianerschulen für das Jahr 1897 ab. Der Kongress bestand auf den ersten Zusatzartikel, welcher eine Trennung zwischen Kirche und Staat vorschrieb. Auch Verträge mit nichtkonfessionellen Trägern wurden nicht erneuert. Das BIA betreute die Schulen jetzt selbst. Dafür wurde das Office of Indian Education Programs beim BIA eingerichtet, welches seit 2006 als eigene Behörde geführt wird, dem Bureau of Indian Education (BIE). Heute betreibt bzw. betreut das BIE 183 Schulen in 64 Reservaten in 25 Bundesstaaten.
Nicht alle Indianerschulen wurden von christlichen Missionsgesellschaften betrieben. Das BIA betrieb seit 1860 auch eigene Schulen und Internate. In diesem Jahr eröffnete das BIA das erste Internat in der Yakima Indian Reservation in Washington State. Während die katholischen Schulen oftmals Rücksicht auf die indianische Kultur nahmen, war es das Ziel der Internate und Tagesschulen des BIA, die indianische Kultur zu zerstören. Aber auch in den katholischen Schulen gab es Missbrauch und Unterdrückung der Kultur. Viele katholische Schulen wurden als Privatschulen weitergeführt. Auch wurden sie weiterhin staatlich gefördert durch verschiedene Fonds des BIA und durch Bundesstaaten. Die Macht der Missionsgesellschaften wurde aber gebrochen.